# Sudzal
Sudzal, es una localidad del estado de Yucatán, México, cabecera del municipio homónimo ubicada aproximadamente 20 kilómetros al sureste de la ciudad de Izamal.

## Toponimia
El toponímico Sudzal significa en idioma maya "agua donde está el árbol suudz".

## Datos históricos
Sudzal está enclavado en el territorio que fue la jurisdicción (kuchkabal) de los Ah Kin Chel antes de la conquista de Yucatán.
Sobre su fundación no se tienen datos exactos, pero se sabe que en la colonia, se rigió bajo el régimen de las encomienda entre las cuales la de Alonso de Rojas en 1576; la de Pablo de Aguilar y Alonso Hernández de Cervera en 1700. 
En 1932 el pueblo de Sudzal se erigió en municipio libre por decreto, segregándose de su cabecera previa: Izamal.

## Sitios de interés turístico
En Sudzal hay un templo en el que se venera la Asunción, construido en el siglo XVI.
En las cercanías hay tres sitios en donde se pueden apreciar vestigios arqueológicos de la cultura maya precolombina: Santa Catalina, Tocbatz y Acún.